# Stephan Heger
Jens Stephan Heger (født 17. september 1769 i København, død 8. marts 1855 på Frederiksberg) var en dansk skuespiller og forfatter, bror til Carl Heger og Kamma Rahbek og gift med Eline Heger og far til Elise Holst.

## Baggrund
Han ældste søn af konferensråd, assessor i Den kongelige Landsoverret samt Hof- og Stadsret Hans Heger (8. februar 1747 – 28. november 1819) og Anna Louise født Drewsen (1751 – 1799)
Heger blev 1788 student og var i nogen tid huslærer på landet. Han frekventerede først Kunstakademiet og havde været biblioteksvolontør og huslærer, inden han, drevet af kærlighed til sin senere hustru, 14. april 1796 debuterede på det kongelige Teater som Figaro i Beaumarchais' Figaros Giftermål. Faren, der var mere bekendt for sin hæderlige, retskafne karakter og sin originalitet end for fremragende dygtighed som embedsmand, og som havde hindret sønnen i at ofre sig til malerkunsten, som hans første lyst havde været, har næppe set fornøjet til på, at sønnen ville vælge den ikke videre respekterede skuespillerstilling til fremtidig levevej, men sønnen, der synes i adskillige retninger at have taget arv efter faren, var ikke til at få fra sit forsæt

## Skuespiller
Men var det også kærlighed til en kunstnerinde, der drev den unge Heger til teatret, så har han dog tillige uden tvivl følt et stærkt indre kald til at vælge netop denne vej, for hvilken han i flere retninger havde ganske udmærkede anlæg. Han var en smuk ung mand med en ualmindelig skøn profil, hans ansigt var i stand til at udtrykke de forskelligste affekter, talestemmen var sonor og overordentlig behagelig og, modsat den noget for spinkle underkrop, overkroppen smukt formet. Følelsen var ikke hans styrke som skuespiller, men desto stærkere var hans refleksion udviklet, og den i forening med hans rige fantasi bevirkede, at det lykkedes ham at skabe en række fortræffelige karakterfigurer på scenen. I modsætning til sin hustru bestræbte han sig fornemmelig for at få karakterroller, der ikke harmonerede med hans egen personlighed, thi kun heri så han en værdig opgave for den sande kunstner og for selve skuespilkunsten. Følgen af denne teori blev, at han for eksempel næsten ikke var at formå til at udstoppe sin spinkle underkrop, når han skulle spille en kæmpe, eller til at male sig rynker i ansigtet i en gammelmandsrolle, hvor da det ungdommelige fysiognomi og det lige så friske organ kontrasterede stærkt med, hvad rollen i følge sin natur krævede. Men i to ting lignede han sin hustru: han forstod den kunst at kunne recitere vers, og han var en fortrinlig fortolker af de oehlenschlägerske sørgespil.
Hegers fremtrædende sceniske egenskaber var fantasi, reflektionsevne og letvakt, men ikke særdeles dyb følelse; han ejede dertil et smukt ydre og en sonor talestemme. Hans repertoire var meget forskellig, i Ludvig Holbergs komedier spillede han både Leander, Henrik, Jens og Stygotius.
Ved sin illuderende fremstilling af unge helte, som Ejnar i Hakon Jarl og Vilhelm i Axel og Valborg, fik Heger stor betydning for den Oehlenschlägerske tragedies gennembrud. Han stod over de fleste af sine medspillende i åndsudvikling, hvilken navnlig viste sig i hans udmærkede versbehandling.
Af samtiden fremhævedes hans spil som ganske fortrinligt i roller som Einar Tambeskjælver i Hakon Jarl, Thorvald Vidførle i Palnatoke, Vilhelm i Axel og Valborg, Giulio Romano i Correggio, Ingild i Stærkodder, Olaf Tryggvason i Hakon Jarl osv., og af hans øvrige repertoire, der var yderst afvekslende, kan her anføres Anton i Jægerne, Tony Lumpkin i Fejltagelserne, Jens i Jacob v. Thybo, Henrik i Det lykkelige Skibbrud, Figaro i Barberen i Sevilla, Henrik i Gert Westfaler, Lars i Gulddaasen, Stygotius i Jacob v. Thybo, Appiani i Emilia Galotti, Oakly i Den skinsyge Kone, Marqvard Brockdorff i Niels Ebbesen og Horatio i Hamlet. Man ser heraf, over hvor stort et felt han spændte: holbergske leandere, burleske figurer, bonvivanter, anstandskavalerer, fint komiske roller, ræsonnører og højt tragiske figurer, i alle disse forskellige fag ydede han noget stort og fortjenstfuldt, og han ville kunne have hævet sig endnu højere, hvis ikke hans særhed havde bragt ham til i sine senere år at foragte den skueplads, han tidligere havde elsket så højt.

## Nedgangsperiode
Han begyndte at sløje af i sit spil, memorerede dårlig på grund af sin distraktion, glemte en replik og sprang fra den ene akts replikker ind i den andens, så at han forvoldte sine medspillende stort besvær. Derfor beklagede man heller ikke i videre grad tabet af ham, da han i 1817 søgte sin afsked og fik den med pension. 21. april 1817 optrådte han sidste gang som Oakly i Den skinsyge Kone og tog afsked samme år. Heger var med sin stejle, men sanddru natur alle dage en uomgængelig mand; efterhånden blev han en distræt særling med fjendtlige følelser mod teatret, skønt han havde vundet en anset stilling.
I sit lange otium forfattede og bearbejdede han en mængde pædagogiske eller hygiejniske skrifter, oversatte og udgav en stor mængde, dels børnebøger, dels komedier, dels populære naturvidenskabelige skrifter. Heger var medstifter af Rysensteen Badeanstalt.
Han er begravet på Frederiksberg Ældre Kirkegård.
Han er gengivet i en blyantstegning af J.V. Gertner fra 1842 (Frederiksborgmuseet). Desuden fotografi.